# Samantha Magee
Pour les articles homonymes, voir Sam Magee et Magee.
Samantha Magee (aussi appelée Sam Magee), née le 10 juillet 1983 à Hartford, est une rameuse d'aviron américaine.

## Palmarès

### Jeux olympiques
- 2004 à Athènes
  -  Médaille d'argent en huit

### Championnats du monde
- 2007 à Munich
  -  Médaille d'or en huit